# Bahmán

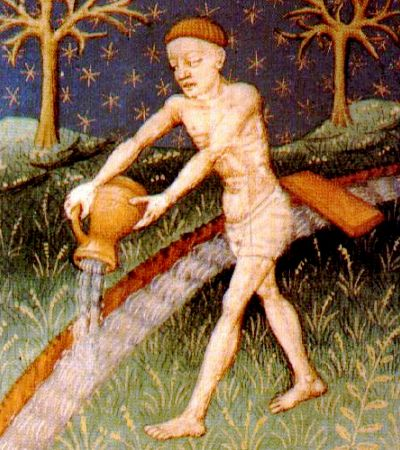
"Representación medieval de Acuario (Dalwa), signo zodiacal que da nombre al mes de Bahmán en Afganistán y en la astrología islámica."

Bahmán es el undécimo y penúltimo mes del calendario persa, vigente en Irán y Afganistán. Tiene una duración de 30 días, de los que el primero suele coincidir con el 21 de enero del calendario gregoriano, si bien la intercalación de un día cada cuatro años provoca variaciones de uno o dos días a este respecto. El 1 de bahmán de 1391, año kabisé (bisiesto), coincide con el 20 de enero de 2013. Un año después, el 1 de bahmán de 1392 coincidirá con el 21 de enero de 2014, d. C. Bahmán es el segundo de los tres meses de invierno. Lo precede dey y lo sigue esfand.
En Afganistán, bahmán recibe el nombre árabe de dalwa (دلو, Acuario), término corriente también en la astrología tradicional del mundo islámico. Otros pueblos iranios que usan el calendario persa llaman este mes rebendan (ڕێبەندان, en kurdo), sherwine (شروینه, en mazandaraní), salwaga (سلواغه, en pastún), etc.
Fechas señaladas del mes de bahmán son la antigua fiesta zoroastriana de Bahmanagán (بهمنگان) en el día de Bahmanruz (بهمن‌روز), segundo día del mes; fiesta dedicada como el mes a Bahmán o Vohu Manah (buena mente), uno de los principales Amesha Spenta zoroastrianos. El día 5 es el de la fiesta de Nowsaré (نوسره), preparativo para la fiesta mayor del día 10, fiesta de Sadé (Yashn-e Sadé, جشن سده, fiesta de la centena, llamada así por celebrar los cien días transcurridos desde el final del verano). El día 15 se celebra el paso de la mitad del invierno. El día 22, día del viento (Badruzí, بادروزی) se consagra a este elemento. 
En Irán, el día 12 de bahmán da inicio a los diez días de Fachr en que se conmemora con multitud de ceremonias y festivales el triunfo de la Revolución de 1979, días que culminan en el 22 de bahmán, aniversario de la caída de la dinastía Pahlavi al anunciar el Ejército de Irán su imparcialidad en el conflicto entre los revolucionarios y el sah Mohammad Reza Pahlevi.